# Rachid Bouaouzan
Rachid Bouaouzan (Rotterdam, 20 februari 1984) is een Nederlands-Marokkaans voormalig profvoetballer die als aanvaller speelde.

## Clubvoetbal
In de jeugd speelde hij voor SVVSMC voor hij doorbrak bij Sparta.
Bouaouzan kwam in het nieuws door een bijzonder zware overtreding op Niels Kokmeijer van Go Ahead Eagles op 17 december 2004 waarbij Kokmeijer zijn been zodanig brak dat hij zijn voetbalcarrière moest beëindigen. 
Bouaouzan werd door Sparta voor de rest van de competitie geschorst. De club verzwaarde daarmee de schorsing van tien wedstrijden die de KNVB Bouaouzan oplegde.

Daarnaast klaagde het OM Bouaouzan aan voor zware mishandeling - een unicum in de Nederlandse voetbalgeschiedenis. De strafzaak diende op 27 juli 2005. Bouaouzan werd door de rechtbank veroordeeld tot een voorwaardelijke gevangenisstraf van zes maanden en een taakstraf van 200 uur. Op 29 mei 2006 werd Bouaouzan in hoger beroep door het gerechtshof veroordeeld tot zes maanden voorwaardelijke celstraf zonder taakstraf. Deze uitspraak werd op 23 april 2008 door de Hoge Raad bevestigd. 
Bouaouzan maakte zijn rentree tijdens de nacompetitie. In de laatste wedstrijd tegen Helmond Sport maakte hij het winnende doelpunt waardoor Sparta terug naar de eredivisie ging. Het jaar daarna werd hij door fans van bijna elke club uitgejouwd.
Ondertussen duurde de nasleep van de affaire-Kokmeijer voort. In juni 2006 liet Kokmeijer, in afwachting van een eis tot schadevergoeding, enige tijd beslag leggen op Sparta's bankrekening. Op 20 november 2007 kwamen beide partijen definitief tot overeenstemming.
Bouaouzan stond inmiddels al niet meer bij Sparta onder contract. Hij vertrok eind augustus 2007 voor een bedrag van 900.000 euro naar Wigan Athletic. Bij Wigan kwam hij niet aan spelen toe en deed slechts eenmaal als invaller mee in een duel om de League Cup.
In het seizoen 2008/09 werd hij verhuurd aan N.E.C. Na meerdere disciplinaire incidenten en motivatieproblemen waardoor Bouaouzan gedurende het seizoen drie keer teruggezet werd naar Jong N.E.C., werd hij in april 2009 teruggestuurd naar Wigan.
Ook in het seizoen 2009/10 kwam hij bij Wigan niet aan spelen toe. Van april tot juli 2010 werd hij door Wigan verhuurd aan het Zweedse Helsingborgs IF. Hierna was zijn contract bij Wigan afgelopen en trainde Bouaouzan mee met Jong Sparta. Eind september 2010 keerde hij terug bij Helsingborgs waar hij tot het einde van het seizoen 2010 tekende. Hierna bleef hij bij Helsingborgs IF en werd met de club in het seizoen 2011 kampioen in de Allsvenskan. Op 3 oktober 2013 werd zijn tot eind 2013 lopende contract bij Helsingborgs ontbonden vanwege een opstootje op de training na een tackle van teamgenoot Erik Edman. Begin 2014 trainde hij nog mee met Sparta maar hij vond geen nieuwe profclub meer.
Eind 2020 werd hij aangehouden en gevangen gehouden als verdachte van handel in drugs en witwassen. In april 2022 werd hij vrijgesproken in deze zaak.

## Internationaal
In oktober 2006 trainde hij met het Marokkaans voetbalelftal dat die maand een officieus oefenduel tegen FC Utrecht speelde.

## Clubstatistieken
| seizoen    | club                   | land      | competitie     | duels | goals |
| ---------- | ---------------------- | --------- | -------------- | ----- | ----- |
| 2003/04    | Sparta Rotterdam       | Nederland | Eerste divisie | 1     | 0     |
| 2004/05    | Sparta Rotterdam       | Nederland | Eerste divisie | 10    | 1     |
| 2005/06    | Sparta Rotterdam       | Nederland | Eredivisie     | 30    | 1     |
| 2006/07    | Sparta Rotterdam       | Nederland | Eredivisie     | 28    | 2     |
| 2007/08    | Sparta Rotterdam       | Nederland | Eredivisie     | 2     | 0     |
| 2007/08    | Wigan Athletic         | Engeland  | Premiership    | 0     | 0     |
| 2008/09    | N.E.C. (huur)          | Nederland | Eredivisie     | 24    | 1     |
| 2008/09    | Wigan Athletic         | Engeland  | Premiership    | 0     | 0     |
| 2009/10    | Wigan Athletic         | Engeland  | Premiership    | 0     | 0     |
| 2010       | Helsingborgs IF (huur) | Zweden    | Allsvenskan    | 11    | 0     |
| 2011       | Helsingborgs IF        | Zweden    | Allsvenskan    | 19    | 2     |
| 2012       | Helsingborgs IF        | Zweden    | Allsvenskan    | 23    | 2     |
| 2013       | Helsingborgs IF        | Zweden    | Allsvenskan    | 4     | 0     |
| Bijgewerkt | 3-10-2013              |           |                |       |       |

## Erelijst
Helsingborgs IF
- Allsvenskan: 2011
- Svenska Cupen: 2010, 2011
- Supercupen: 2011, 2012